# 朱統䤞
朱統䤞（1598年1月28日—1666年10月5日），字克甫，號雪臞，江西南昌府新建縣人，明朝宗室。

## 生平
朱統䤞封奉國中尉。他容貌俊秀，以清廉自持，不輕易許下承諾，又擅長詩歌與書畫，侍奉父親至孝。其時兵荒馬亂，他和與新昌吳某膝交，再入洞山與僧人己任同居，七十歲才去世。

## 家族
寧獻王朱權的後裔，石城恭靖王朱奠堵晜孫
安人徐氏（1598年7月12日－1669年8月11日）
兒子朱議汗⿱金、朱議渧、朱議踏、朱議浙